# AussieBum
AussieBum est une marque australienne de sous-vêtements et maillots de bain pour hommes. Ces dernières années, aussieBum a élargi sa ligne de produits, y incluant des vêtements de sport et du loungewear, amenant aussieBum à rivaliser contre des marques telles Calvin Klein et Dolce & Gabbana.
La marque est connue pour ses produits créatifs, comme les sous-vêtements Essence, qui contiennent des vitamines encapsulées dans le tissu et qui se diffusent à travers la peau; et le Wonderjock, comparable à un Wonderbra masculin, dessiné pour mettre en avant les atouts des hommes et ayant attiré l'intérêt des journalistes du monde entier.
Tous les produits aussieBum sont fabriqués en Australie. Le siège de l'entreprise se trouve dans la banlieue de Sydney, à Leichhardt.

## Histoire
En 2001, le fondateur Sean Ashby lance la marque aussieBum car il ne retrouvait pas le style de maillot de bain avec lesquels il a grandi. L'entreprise a été lancée au milieu de la Bulle Internet: à l'époque, le site internet était géré depuis une lounge room dans la banlieue de Sydney. Rejoint par Guyon Holland, Sean Ashby va lancer un nouveau marché pour faire renaître le style de maillot de bain Aussie cossie en y ajoutant des imprimés et des designs uniques. 
L'entreprise, financée à l'origine avec uniquement 20 000 dollars australiens, est maintenant une entreprise mondiale, employant plus de 30 personnes et fabriquant plus de 150 modèles différents.